# Чаробна земља
Чаробна земља је  српски филм из 2025 године у режији Милорада Милинковића.
Филм ће бити премијерно приказан на 49 фестивалу филмског сценарија у Врњачкој Бањи.

## Радња
Познати талентовани глумац после животног краха проузрокованог алкохолом и опијатима налази се на дну и почиње свој нови глумачки живот као кловн Коста, забављач на дечијим рођенданима. Од старог сарадника добија понуду коју не може да одбије.
За велики новац прихвата да води дечији ријалити шоу Чаробна земља.

## Улоге
| Глумац            | Улога |
| ----------------- | ----- |
| Љубиша Савановић  |       |
| Филип Хајдуковић  |       |
| Милица Михајловић |       |
| Тоња Гаћина       |       |
| Дејан Тончић      |       |
| Љубомир Бандовић  |       |
| Јелена Илић       |       |
| Владимир Тешовић  |       |
| Горан Султановић  |       |
| Соња Кнежевић     |       |
| Јелена Тркуља     |       |